# Utabaenetes tanneri
Utabaenetes tanneri là một loài côn trùng thuộc họ Rhaphidophoridae. Đây là loài đặc hữu của Hoa Kỳ.